# Преступления против нравственности
Преступления против общественной нравственности — ряд уголовно наказуемых преступлений, направленных на подрыв некой абстрактной духовно-нравственной системы общества, представления о моральных идеалах которого могут существенно меняться с течением времени.

## Примеры
Группу преступлений против общественной нравственности в России, возможно, разделить на следующие подгруппы:
1. Общественные отношения, обеспечивающие здоровье населения, общественную нравственность в сфере сексуальных отношений. В эту подгруппу можно объединить: вовлечение в занятие проституцией (ст. 240 УК РФ); организацию занятия проституцией (ст. 241 УК РФ); получение сексуальных услуг несовершеннолетнего (ст. 240.1. УК РФ); незаконное распространение порнографических материалов или предметов (ст. 242 УК РФ); изготовление и оборот материалов или предметов с порнографическими изображениями несовершеннолетних (ст. 242.1 УК РФ); использование несовершеннолетнего в целях изготовления порнографических материалов или предметов (ст. 242.2. УК РФ);
2. Общественные отношения в области общественной нравственности, сохранения памятников истории и культуры, которые содержат историческую память народа: уничтожение или повреждение памятников истории и культуры (ст. 243 УК РФ) и др. статьи того же характера — ст. 243.1, ст. 243.2, ст. 243.3;
3. Общественные отношения, обеспечивающие честь умерших, покой мест захоронения и традиции культа погребения: надругательство над телами умерших и местами их захоронения (ст. 244 УК РФ);
4. Общественные отношения, обеспечивающие гуманное отношение к животным: жестокое обращение с животными (ст. 245 УК РФ)[1].

С субъективной стороны все преступления против общественной нравственности относятся к категории умышленных. Посягательства на общественную нравственность наказываются значительными штрафами, принудительными работами, ограничением и лишением свободы. При наличии квалифицирующих признаков (организованная группа, использование в порноматериалах лиц, не достигших 14 лет и т. п.) срок лишения свободы может достигать 20 лет.